# Bowkeria verticillata
Bowkeria verticillata är en tvåhjärtbladig växtart som först beskrevs av Christian Friedrich Frederik Ecklon och Zeyh., och fick sitt nu gällande namn av George Claridge Druce. Bowkeria verticillata ingår i släktet Bowkeria och familjen Stilbaceae. Inga underarter finns listade i Catalogue of Life.